# アフガニスタン国民統一党
アフガニスタン国民統一党（アフガニスタンこくみんとういつとう）はアフガニスタンの世俗主義、左翼政党である。2003年8月21日に結党され、2005年5月1日に政党登録された。党首はヌルルハク・オリュミ。
この党はかつてのアフガニスタン人民民主党系諸勢力をまとめることを目的としている。
政党連合としてはアフガニスタン国民連合に参加し、2005年の初の選挙で議席を獲得した。